# Domenico Giani
Domenico Giani (Arezzo, 16 agosto 1962) è un poliziotto e militare italiano con cittadinanza vaticana, ex comandante del Corpo della Gendarmeria dello Stato della Città del Vaticano ed ex direttore dei Servizi di Sicurezza e Protezione Civile dello Stato della Città del Vaticano.

## Biografia
Laureato con lode in Pedagogia con indirizzo sociopsicologico presso la Facoltà di Magistero di Arezzo dell'Università degli Studi di Siena, si è arruolato nel 1981 come allievo sottoufficiale nella Guardia di Finanza, conseguendo successive promozioni e passando nel 1998 alla categoria ufficiali (ruolo speciale) con il grado di tenente, per conseguire infine quello di capitano nel 2002. Dal settembre 1995 al gennaio 1999 è stato distaccato alla Presidenza del Consiglio dei Ministri, prestando servizio nel SISDE, allora parte dei servizi di informazione e sicurezza italiani. Nel 1999 è stato distaccato presso lo Stato della Città del Vaticano e si è congedato dalla Guardia di Finanza nel 2004, rimanendo iscritto alla riserva di complemento del Corpo.
Giani è stato comandante di una sezione di polizia giudiziaria presso la Procura della Repubblica, svolgendo anche le funzioni di pubblico ministero in udienza, e ha ricoperto un incarico dirigenziale presso il Dipartimento dell'Amministrazione Penitenziaria nel settore della protezione tecnologica e organizzativa, con particolare riferimento alla sicurezza dei soggetti esposti a rischio.
Attivo anche nel mondo del volontariato, a seguito dei suoi studi ha collaborato a ricerche e tenuto alcuni seminari di psicologia sociale presso le università di Arezzo e Urbino, ed è stato professore a contratto presso la Facoltà di Scienze dell'Investigazione dell'Università dell'Aquila.
Il 12 gennaio 1999 è stato nominato Vice Ispettore Generale Vicario nell'allora Corpo di Vigilanza dello Stato della Città del Vaticano. Dopo sette anni, il 3 giugno 2006, Giani ha sostituito Camillo Cibin come Ispettore Generale del Corpo (che nel 2002 aveva cambiato nome in Corpo della Gendarmeria dello Stato della Città del Vaticano) e come responsabile della Direzione dei Servizi di Sicurezza e Protezione Civile, che coordina anche i Vigili del Fuoco, costituita da Giovanni Paolo II nel 2002. In qualità di Direttore, è membro del Comitato di Sicurezza Finanziaria, istituito con un Motu Proprio da Papa Francesco, e Focal Point per la Santa Sede dell'OSCE.
Cittadino italiano e vaticano, tra i suoi interventi più noti si ricorda l'aver bloccato in tempo una cittadina italo-svizzera, Susanna Maiolo, in due attacchi separati a Papa Benedetto XVI durante le Messe della Vigilia di Natale nella Basilica di San Pietro nel 2008 e nel 2009. Ha coordinato e condotto le indagini nel noto caso di Paolo Gabriele (Vatileaks) e nella seconda fuga di notizie denominata Vatileaks 2.
In qualità di Comandante del Corpo, Giani è stato artefice di un radicale cambiamento della struttura da lui dipendente, puntando a un ammodernamento di tecniche, mezzi e procedure, nonché al miglioramento professionale dei gendarmi vaticani. A tal fine, sono stati organizzati corsi di formazione e addestramento in collaborazione con il Gruppo di Intervento Speciale (GIS) dell'Arma dei Carabinieri in Italia e del Federal Bureau of Investigation (FBI) negli Stati Uniti. Grazie a queste iniziative, è stato recentemente istituito un Gruppo di Intervento Rapido (GIR) per contrastare eventuali azioni ad alto rischio, compresi attacchi terroristici mirati alla persona del Pontefice, e un'Unità Antisabotaggio.
Sotto il suo comando, lo Stato della Città del Vaticano è entrato a far parte dell'Interpol durante l'assemblea generale tenutasi a San Pietroburgo il 7 ottobre 2008. Il Vaticano era rappresentato da monsignor Renato Boccardo, allora Segretario Generale del Governatorato dello Stato, e dallo stesso Giani. Nel 2013 è stato coinvolto nelle intercettazioni riguardanti monsignor Nunzio Scarano.
Il 14 ottobre 2019 ha presentato le sue dimissioni da Capo della Gendarmeria, accettate da Papa Francesco. Le dimissioni sono avvenute a seguito di una fuga di notizie riguardante la sospensione di cinque addetti vaticani: pur non avendo avuto responsabilità oggettive, ha preferito dimettersi per garantire maggiore serenità a chi conduceva le indagini.
Dal 1º ottobre 2020 è presidente di ENI Foundation, ente soggetto al board di Eni che ha come missione le attività umanitarie.
Il 19 giugno 2021 è stato nominato presidente della Confederazione nazionale delle Misericordie d'Italia.